# Idionyx minima
Idionyx minima is een libellensoort uit de familie van de glanslibellen (Corduliidae), onderorde echte libellen (Anisoptera).
De soort staat op de Rode Lijst van de IUCN als onzeker, beoordelingsjaar 2007.
De wetenschappelijke naam van de soort is voor het eerst geldig gepubliceerd in 1931 door Fraser.